# Kazunari Ichimi
Kazunari Ichimi (一美 和成 Ichimi Kazunari?, Yatsushiro, Kumamoto, 10 de noviembre de 1997) un futbolista japonés que juega como delantero en el Fagiano Okayama de la J1 League.

## Trayectoria

### Clubes
| Club                       | País  | Año       |
| -------------------------- | ----- | --------- |
| Gamba Osaka sub-23         | Japón | 2016      |
| Gamba Osaka                | Japón | 2016-2021 |
| Kyoto Sanga F. C. (cedido) | Japón | 2019      |
| Yokohama FC (cedido)       | Japón | 2020      |
| Tokushima Vortis           | Japón | 2021-2022 |
| Kyoto Sanga F. C.          | Japón | 2023-2024 |
| Fagiano Okayama            | Japón | 2024-     |